# Jättekungsljus
Jättekungsljus (Verbascum olympicum) är en flenörtsväxtart som beskrevs av Pierre Edmond Boissier. Jättekungsljus ingår i släktet kungsljus, och familjen flenörtsväxter. Inga underarter finns listade i Catalogue of Life.